# Aglaopus glareola
Aglaopus glareola är en fjärilsart som beskrevs av Felder, Felder och Alois Friedrich Rogenhofer 1875. Aglaopus glareola ingår i släktet Aglaopus och familjen Thyrididae. Inga underarter finns listade i Catalogue of Life.